# Erster Tschetschenienkrieg
Der Erste Tschetschenienkrieg war ein militärischer Konflikt zwischen der Kaukasusrepublik Tschetschenien und Russland von 1994 bis 1996.

## Hintergründe
1921/1922 wurde Tschetschenien Teil Sowjetrusslands und hatte von 1936 bis 1944 sowie ab 1957 den Status einer autonomen Sowjetrepublik innerhalb der Russischen Sozialistischen Föderativen Sowjetrepublik (RSFSR).
Während des Zweiten Weltkriegs wurde der tschetschenischen Bevölkerung Kollaboration mit den Invasoren vorgeworfen, weshalb sie durch die Miliz und das NKWD der Sowjetunion nach Zentralasien deportiert wurde. Im Rahmen dieser Umsiedlungen wurde die Tschetscheno-Inguschische Autonome Sozialistische Sowjetrepublik 1944 aufgelöst. Erst mit der Rückkehr der tschetschenischen Bevölkerung 1956 wurde die Autonome SSR 1957 wiederhergestellt.
Noch vor Auflösung der Sowjetunion am 26. Dezember 1991 erklärte der tschetschenische Präsident Dschochar Dudajew am 1. November 1991 die Unabhängigkeit seines Landes. Die russische Regierung in Moskau unterstützte in der Folge zunächst die politischen Gegner Dudajews und verstärkte ihre Truppen an den Grenzen zu Tschetschenien.
Siehe:
- Geschichte Tschetscheniens
- Zerfall der Sowjetunion
- Geschichte Russlands: Russische Föderation
- Russisch-Tschetschenischer Konflikt

## Kriegsverlauf

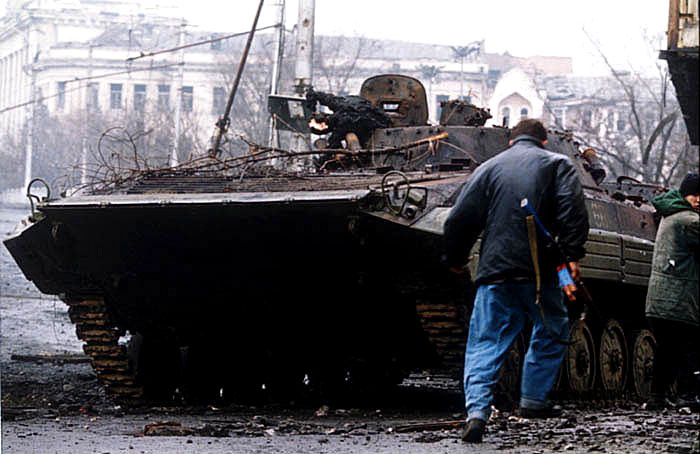
Ausgebrannter russischer BMP

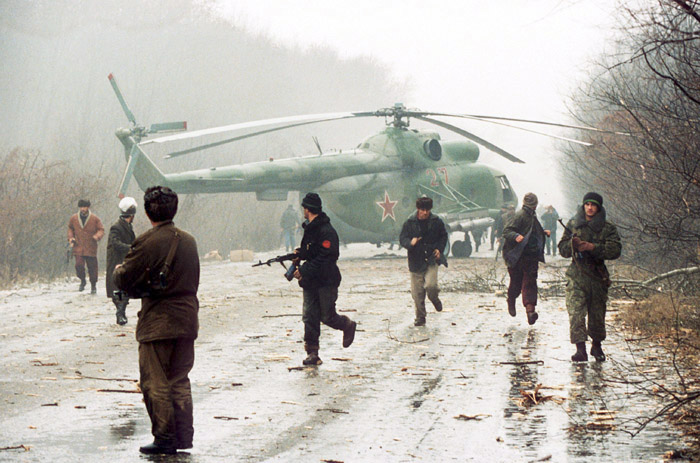
Tschetschenische Kämpfer mit einem zur Notlandung gezwungenen russischen Mil Mi-8

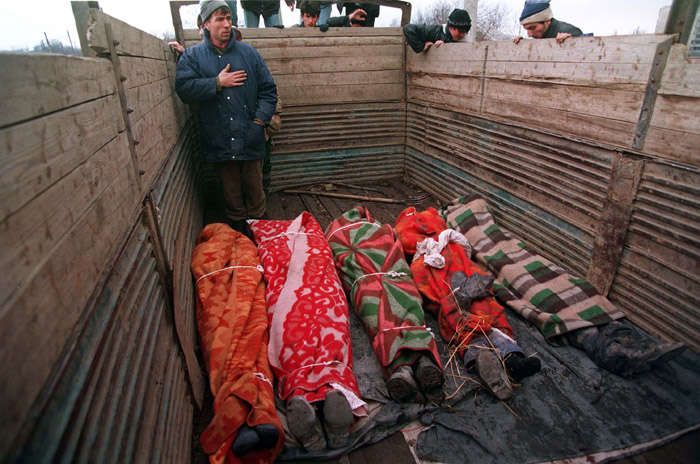
Getötete tschetschenische Kämpfer, Grosny, Januar 1995

Am 29. November 1994 beschloss der Sicherheitsrat der Russischen Föderation unter seinem Ersten Sekretär Oleg Lobow ohne Konsultation der übrigen Institutionen die Intervention in Tschetschenien. Am 11. Dezember 1994 erteilte Präsident Boris Jelzin schließlich den Befehl zur militärischen Intervention, obwohl der tschetschenische Präsident Dudajew Verhandlungsbereitschaft signalisiert hatte.
Die tschetschenischen Separatisten waren gut bewaffnet. Als die im Land befindlichen sowjetischen/russischen Streit- und Sicherheitskräfte nach dem Zerfall der Sowjetunion unter massiven Druck der tschetschenischen Regierung und diverser weiterer Kräfte geraten waren, zogen sie bis Mitte 1992 unter Zurücklassung des Großteils ihrer Ausrüstung (darunter gepanzerte Fahrzeuge, Artilleriesysteme und über 20.000 automatische Waffen) ab. Das „sichere Geleit“ wurde zuletzt sogar mit Verteidigungsminister Gratschow ausgehandelt.
Auf der anderen Seite waren die russischen Streitkräfte generell kaum für den Einsatz in einem internen Konflikt zu motivieren. Weder der Generalstab noch der Militärbezirk Nordkaukasus waren wirklich in die Planung einbezogen, was zur Verwirrung beitrug. Führende und prominente Militärs wie Boris Gromow und Alexander Lebed waren gegen den Krieg. Er wurde allgemein als Aktion gesehen, die Geheimdienstchef Stepaschin und Verteidigungsminister Gratschow aus eigensüchtigen politischen Motiven vorantrieben. Der stellvertretende Kommandeur der Landstreitkräfte, General Eduard Worobjow, sollte das Kommando übernehmen. Er verweigerte jegliche Verantwortung und wurde entlassen. Weitere hunderte oppositionelle Offiziere wurden 1994/95 entlassen, disziplinar bestraft oder schieden selbst aus der Armee aus.
Die Invasion Tschetscheniens begann am 11. Dezember 1994 in drei Kolonnen, die von Westen (Inguschetien), Osten (Dagestan) und Norden angreifen sollten. Der Vormarsch aus dem Westen wurde durch passiven zivilen Widerstand verzögert. Die östliche Invasion musste sich nach Norden verschieben. Es waren zunächst über 20.000 Mann der Armee und des Innenministeriums bereitgestellt. Die Armee (darunter kurz zuvor aus Deutschland abgezogene Soldaten) konnte zu einem großen Teil nur zusammengesetzte Verbände ohne inneren Zusammenhalt aufbieten. In der Folge wurden weitere kombinierte Verbände aus ganz Russland, darunter vor allem Luftlandetruppen und auch Marineinfanterie, Anfang Januar 1995 rund 40.000 Mann, herangezogen.
Bis 26. Dezember erreichten alle drei Kolonnen die Vororte Grosnys. Bereits vor dem Eintreffen von Verstärkungen begann zur Jahreswende 1994/95 der russische Angriff auf die Hauptstadt, der zunächst unter schweren Verlusten im Straßenkampf scheiterte. Die russische Armee verlor 424 Panzerfahrzeuge. Nach zweimonatigen Kämpfen konnte die Stadt eingenommen werden. Bei der Belagerung der Stadt im Januar 1995 starben nach Schätzungen etwa 25.000 Menschen durch tagelangen Artilleriebeschuss. Proteste im Ausland lösten insbesondere die offenbar wenig gezielten Luftangriffe aus, die massive Zerstörungen zur Folge hatten und deren überwiegende Opfer Zivilisten waren, darunter ein bedeutender Anteil russischer Staatsbürger. Bis zum April 1995 konnte die russische Armee rund 80 Prozent des tschetschenischen Gebietes unter ihre Kontrolle bringen. Die größtenteils nur unzureichend ausgerüsteten und ausgebildeten russischen Truppen, viele davon Wehrpflichtige, fanden sich in einem Guerillakrieg wieder. Teile der Armee wurden demoralisiert. Die tschetschenischen Separatisten wurden zudem von islamistischen Mudschahedin aus verschiedenen arabischen Ländern unterstützt, aber auch von vielen aus anderen muslimischen Regionen wie Bosnien, Sandzak und dem Kosovo, ebenso wie von Freiwilligen der UNA-UNSO, einer anti-russischen, rechtsnationalistischen Gruppierung aus der Ukraine.
Die Anhänger Dudajews verfolgten die Guerillataktik weiter: Am 14. Juni 1995 brachten Freischärler unter Führung von Schamil Bassajew bei der Geiselnahme von Budjonnowsk ein Krankenhaus in ihre Gewalt und verschanzten sich dort mit 1000 Geiseln. Nach vergeblichen Versuchen, das Hospital zu stürmen, ging die russische Regierung auf die Forderungen der Gegner ein und sicherte ein sofortiges Ende der Militäraktionen, den Beginn von Friedensgesprächen und freien Abzug zu.
Unter der Schirmherrschaft der OSZE begannen in Moskau Verhandlungen, die mit der Unterzeichnung eines Militärabkommens am 30. Juli 1995 endeten. Es sah den Verzicht auf weitere Kampfhandlungen, die Entwaffnung der Tschetschenen sowie die Reduzierung der russischen Truppen in Tschetschenien auf 6000 Mann vor. Der am 2. August 1995 in Kraft getretene Waffenstillstand war nicht von Dauer; die tschetschenischen Separatisten unterstrichen ihre Unabhängigkeitsansprüche mit neuen Angriffen. So drangen sie unter der Führung von Salman Radujew am 9. Januar 1996 in ein Krankenhaus in Kisljar ein und besetzten wenige Tage nach der Geiselnahme das dagestanische Dorf Perwomaiskoje. Die russische Regierung beantwortete diese Kampfhandlungen wiederum mit Gewalt. 5000 Soldaten und 80 Panzer zerstörten das Dorf, 78 Menschen starben bei den Kämpfen.
Der tschetschenische Rebellenchef Dudajew wurde am Abend des 21. April 1996 in der Nähe des Dorfes Gechi-Tschu getötet. Offiziellen Stellungnahmen zufolge wurde er während eines Telefonats durch einen gezielten Angriff mit einer ballistischen Rakete vom Typ SS-21 Scarab tödlich verletzt.
Im Sommer 1996 standen im Militärbezirk Nordkaukasus unter dem Kommando der 58. Armee etwa 65.000 Mann an russischen Streit- und Sicherheitskräften für den Krieg in Tschetschenien zur Verfügung.
Vor der Präsidentschaftswahl in Russland am 16. Juni 1996 einigte man sich auf ein Waffenstillstandsabkommen. Es wurde zunächst von beiden Seiten nicht eingehalten. Im August 1996 handelte der russische General Alexander Lebed mit dem Chef der tschetschenischen Übergangsregierung Aslan Maschadow ein neues Waffenstillstandsabkommen aus, das auch den Abzug der russischen Truppen aus Tschetschenien beinhaltete (Abkommen von Chassawjurt). Maschadow hatte im August 1996 mit 5000 Kämpfern die von der russischen Armee kontrollierte Stadt Grosny zurückerobert. Der Krieg hatte damit für die russische Seite eine ungünstige Wende genommen.
In dem fast zweijährigen Krieg starben laut Schätzungen mindestens 80.000 Menschen. Beide Seiten begingen Kriegsverbrechen und Menschenrechtsverletzungen.

## Weitere Entwicklung
Die russische Armee wurde im russischen Volk vorher als schlagkräftig empfunden, nach dem Krieg hatte sich das Bild der Armee in der Bevölkerung jedoch verschlechtert. Die Schuld am Scheitern wurde zu großen Teilen Boris Jelzin zugeschrieben, was ein weiterer Faktor für seine zunehmende Unbeliebtheit wurde. Die tschetschenischen Rebellen unter Dudajew hatten währenddessen eine breite Unterstützung in der Bevölkerung.
Im Herbst und gegen Jahresende 1996 wurden mehrere Bombenanschläge auf Einrichtungen der russischen Armee in Dagestan und im weiteren Umkreis Tschetscheniens verübt.
Anfang Januar 1997 war der Abzug der russischen Truppen abgeschlossen, Ende Januar fanden in Tschetschenien Parlaments- und Präsidentenwahlen statt, aus denen Maschadow als Staatschef hervorging; am 12. Mai 1997 unterzeichneten Jelzin und Maschadow einen formellen Friedensvertrag. Der umstrittene politische Status Tschetscheniens wurde allerdings in diesem Vertrag nicht geklärt, sondern auf den 31. Dezember 2001 verschoben.
Am 22. Dezember 1997 griff eine multi-ethnische Gruppe eine russische Kaserne in Gerlakh bei Buinaksk an und zerstörte dabei nach eigenen Angaben mehrere Panzer. Drei Zivilisten verloren bei dem Angriff ihr Leben.
Seit dem 7. August 1999 eskalierte die Lage erneut: Rund 400 tschetschenische Freischärler unter dem Kommando Schamil Bassajews und des arabischen Islamisten Ibn al-Chattab griffen die Nachbarrepublik Dagestan unter anderem im Rajon Botlich an. In Kämpfen (siehe Dagestankrieg) bis zum 26. August 1999 kamen über 70 russische Soldaten ums Leben, 259 wurden verwundet. Am 5. September 1999 griffen rund 2000 tschetschenische Rebellen unter Bassajew und al-Chattab erneut Dagestan an und töteten im Rajon Nowolakskoje bis 15. September mehrere hundert Menschen.
Nachdem die Situation in Dagestan schon eskaliert und es zu intensiven kriegerischen Auseinandersetzungen gekommen war, verübten Attentäter in Russland im September Sprengstoffanschläge auf Wohnhäuser in Moskau und anderen Städten, bei denen mehrere Hundert Menschen ums Leben kamen. Die Urheber dieser Anschläge wurden nie ermittelt. Der frühere KGB- und FSB-Mitarbeiter, der später vergiftete Alexander Litwinenko, behauptete mehrfach, die Anschläge seien vom russischen Geheimdienst FSB verübt oder angestiftet worden, um einen Vorwand für einen zweiten Tschetschenienkrieg zu liefern und den Präsidentenwahlkampf Wladimir Putins zu unterstützen.